# Elane
Elane Rego dos Santos (Rio de Janeiro, 4 de junho de 1968), mais conhecida apenas como Elane, é uma ex-futebolista profissional brasileira que atuava como zagueira. Foi a primeira brasileira a fazer um gol em um mundial feminino; feito realizado na Copa do Mundo de Futebol Feminino de 1991 na partida de estreia da seleção brasileira diante da seleção japonesa. Se aposentou em 2005, e hoje trabalha como motorista de ônibus.

## Carreira
Elane começou a jogar bola na rua. Aos 15 anos, César, antigo olheiro do São Cristóvão de Futebol e Regatas, percebeu seu talento e a convidou para o clube, que, para ela, foi um "mundo totalmente novo": "Eu nem sabia que tinha futebol em clube naquela época, muito menos que outras meninas jogavam". Em menos de um mês, foi chamada para defender o Bonsucesso Futebol Clube, conquistando o Carioca Juvenil em 1983 e posteriormente fazendo grandes atuações pelo adulto. Depois disso, teve passagens pela Portuguesa, Radar, Corinthians, Santos e São Paulo.
Elane não se sustentava apenas com o futebol; teve que trabalhar desde cedo para ajudar com as despesas de casa. Foi empregada doméstica e babá ao mesmo tempo em que atuava como jogadora, e chegou até mesmo a trabalhar no clube em que treinava. Também teve muita ajuda de outras meninas do clube e apreciadores do futebol feminino "com oportunidades de estar perto do futebol".
Em 1988, entrou para a Seleção Brasileira de Futebol Feminino e representou o país no Torneio de Convite da FIFA para Mulheres de 1988 em Guangdong, terminando em terceiro lugar. Em 17 de novembro de 1991, fez história na Copa do Mundo de Futebol Feminino de 1991 ao ser a primeira brasileira a fazer um gol em um Mundial. Este foi o único gol da partida, que era o primeiro jogo do Brasil na fase de grupos, e resultou numa vitória de 1 a 0 contra o Japão. Esta acabou sendo a única vitória do Brasil nessa copa. O gol não foi visto na hora por Elane devido à aglomeração de pessoas à sua frente:
| “ | Eu lembro que a Sissi bateu (o escanteio) no meio da área e a goleira do Japão saiu, tentando socar a bola, mas a bola resvalou na mão dela. Quando eu vi, a bola estava em cima de mim. Eu dominei e chutei. Como tinha muita gente na frente, foram segundos de agonia até ver que a árbitra sinalizava o gol | ” |

Elane disse que não tinha noção do feito na época: "Na hora a gente fica meio aérea. Tinha época da minha vida em que eu nem lembrava disso. Essa coisa de que eu tinha feito o primeiro gol brasileiro numa Copa do Mundo Feminina passava despercebido". O vídeo do gol estava "perdido" até sua divulgação nas redes sociais da Federação Internacional de Futebol (FIFA) em 20 de julho de 2023. Elane lamentou a "falta de respeito" com o atraso.
Elane foi capitã da seleção brasileira de futebol feminino que foi quarta colocada nos Jogos Olímpicos de Verão de 1996 e, além da Copa de 1991, disputou também as copas de 1995 e 1999, quando ficou em terceiro lugar.  Na copa de 95, o jornalista inglês Pete Davies, que cobria o torneio ao The Independent, caricaturou a abordagem comprometida de Elane:
| “ | Na retaguarda, eles [Brasil] tinham uma craqueadora chamada Elane que chutava qualquer coisa – garçons, cobradores de ônibus, cachorros que passavam, ninguém estava seguro, em outro jogo ela até conseguiu levar um cartão amarelo depois do apito final. | ” |

Elane jogou ainda três sul-americanos. Foi nomeada em sétimo lugar, empatada com Margarete Pioresan, na lista da Federação Internacional de História e Estatísticas do Futebol (IFFHS) de melhor jogadora de futebol feminino do século da América do Sul. Em 2005, se aposentou da carreira de futebolista e, dois anos depois, passou a trabalhar como motorista do BRT do Rio de Janeiro. Em 2019, durante a Copa Feminina daquele ano, Elane participou de uma ação da FIAT durante o Torneio Internacional de Futebol Feminino que recriou seu gol na Granja Comary, em Teresópolis. As imagens foram transmitidas no intervalo da partida contra os Países Baixos, no Pacaembu.